# Мансийская письменность
Мансийская письменность — письменность, используемая для записи мансийского языка. За время своего существования функционировала на разных графических основах и неоднократно реформировалась. В настоящее время мансийская письменность функционирует на кириллице. В истории мансийской письменности выделяется 3 этапа:
- до начала 1930-х годов — ранние попытки создания письменности на основе кириллицы;
- 1931—1937 годы — письменность на латинской основе;
- с 1937 года — современная письменность на основе кириллицы.

## Дореволюционный период
До начала XX века манси не имели своей письменности. До 1930-х годов охотники пользовались зачатками картинного письма, позволявшими описать размеры добычи и обстоятельства охоты. Достаточно хорошо была разработана системы записи чисел. Так, числа от одного до четырёх обозначались вертикальными палочками │, число 5 — наклонной палочкой ╱, 10 — крестом ╳, 100 — звёздочкой ✳. Например ╳╳╳╳╱││ означало 47.
Старейшие записи отдельных мансийских слов (в основном имён собственных) в русских документах относится к XVI—XVII векам. В 1736 году И. Куроедовым по поручению В. Н. Татищева был составлен первый «Словарь вогульского языка». Позднее появились и другие мансийские словники, как рукописные, так и печатные — «Словарь латинско-вогульский» (1775), «Краткий вогульский словарь с российским переводом, собранный и по разным материям расположенный, города Соликамска и свято-Троицкого собора Симеоном Черкаловым 1785 года», «Сравнительные словари всех языков и наречий, собранные десницею высочайшей особы», составленный П. С. Палласом (1787). В этих трудах, зафиксировавших мансийские слова из разных, в том числе ныне исчезнувших, диалектов, использовались кириллический (чаще) и латинский (реже) алфавиты. В 1864 году в Пеште вышла первая грамматика мансийского языка, составленная П. Хунфальви (P. Hunfalvy. A. vogul föld és nép. Pest, 1864). В этой работе использовался латинский алфавит.
В XIX веке в связи с христианизацией манси началось книгоиздание непосредственно на мансийском языке. Первой мансийской книгой (кондинский диалект) стал перевод Евангелия от Матфея, вышедший в Лондоне в 1868 году. Ещё один перевод Евангелия на мансийский язык (на кириллице с дополнительными буквами ä, ј, ÿ) вышел в Гельсингфорсе в 1882 году. В 1903 году появился первый мансийский букварь — «Азбука для вогул приуральских», составленная епископом Никанором на пелымском диалекте. В этом букваре применялся тогдашний русский алфавит без изменений. Все эти издания не получили никакого распространения среди манси.

## Алфавит на латинской основе
В 1920-е годы в СССР начался процесс латинизации письменностей. В рамках этого проекта в 1930—1931 годах был разработан латинизированный единый северный алфавит, который должен был быть использован для создания письменности на языках народов Севера. По первоначальному проекту мансийский алфавит должен был иметь следующий вид: A a, Ç ç, E e, Ə ə, G g, Ƣ ƣ, H h, I i, J j, K k, L l, M m, N n, Ŋ ŋ, O o, P p, R r, S s, Ş ş, T t, U u, V v, W w, Ь ь.
Однако в 1931 году был утверждён несколько изменённый вариант латинизированного мансийского алфавита:
| A a | B в | C c | D d | E e | F f | G g | H h | Ꜧ ꜧ | I i |
| J j | K k | L l | Ļ ļ | M m | N n | Ņ ņ | Ŋ ŋ | O o | P p |
| R r | S s | Ꞩ ꞩ | T t | Ţ ţ | U u | V v | Z z | Ь ь |     |

Подбуквенная запятая обозначала палатализацию. Долгота гласных на письме не отображалась.
Первой книгой на этом алфавите стал букварь «Iļpi ļoŋꜧh». За ним последовала другая литература, преимущественно детская и учебная, а также он стал использоваться в газете «Hantь-Maŋꞩi ꞩop». В основу мансийского литературного языка был положен сосьвинский диалект, на котором говорили более 60 % манси и который являлся наименее подвергшимся русскому влиянию.
В листовке, отпечатанной Уральским областным комитетом нового алфавита в 1932 году, приводится несколько иной вариант мансийской азбуки: A a, B в, C c, Є є, D d, E e, F f, G g, Ƣ ƣ, H h, I i, J j, K k, Ķ ķ, L l, M m, M̧ m̧, N n, Ņ ņ, Ŋ ŋ, O o, P p, P̧ p̧, R r, Ŗ ŗ, S s, Ş ş, Ꞩ ꞩ, T t, Ţ ţ, U u, V v, Z z, Ƶ ƶ, Ь ь.

## Современный алфавит
В 1937 году мансийский алфавит, как и алфавиты других народов СССР, был переведён на кириллицу. Этот алфавит включал все буквы русского алфавита, а также знак Нʼ нʼ, считавшийся отдельной буквой. Вскоре знак Нʼ нʼ был заменён на диграф Нг нг, а в 1950-е годы на букву Ӈ ӈ. В 1979 году по предложению Е. И. Ромбандеевой в мансийский алфавит были включены знаки для обозначения долгих гласных (путём добавления макрона). До этого в 1978 году в издании брошюры В. И. Ленина «Задачи союзов молодёжи» для обозначения долгих гласных был использован знак ударения. Эта реформа считается одной из самых удачных для письменностей народов Севера.
С тех пор мансийский алфавит не менялся и ныне имеет следующий вид:
| А а | А̄ а̄ | Б б | В в | Г г | Д д | Е е | Е̄ е̄ | Ё ё | Ё̄ ё̄ | Ж ж |
| З з | И и | Ӣ ӣ | Й й | К к | Л л | М м | Н н | Ӈ ӈ | О о | О̄ о̄ |
| П п | Р р | С с | Т т | У у | Ӯ ӯ | Ф ф | Х х | Ц ц | Ч ч | Ш ш |
| Щ щ | Ъ ъ | Ы ы | Ы̄ ы̄ | Ь ь | Э э | Э̄ э̄ | Ю ю | Ю̄ ю̄ | Я я | Я̄ я̄ |

Буквы Б б, Г г, Д д, Ж ж, З з, Ф ф, Ц ц, Ч ч, Ш ш используются только в заимствованиях.

## Таблица соответствия алфавитов
| Современная кириллица | Латиница (1931-1937) | IPA       |
| --------------------- | -------------------- | --------- |
| А а, А̄ а̄              | A a                  | /a/, /aː/ |
| Б б                   | В в                  | /b/       |
| В в                   | V v                  | /w/       |
| Г г                   | G g, Ꜧ ꜧ             | /g/, /ɣ/  |
| Д д                   | D d                  | /d/       |
| Е е, Е̄ е̄              | E e, (Je je)         | /e/, /je/ |
| Ё ё, Ё̄ ё̄              | (Jo jo)              | /jo/      |
| Ж ж                   | —                    | /ʒ/       |
| З з                   | Z z                  | /z/       |
| И и, Ӣ ӣ              | I i                  | /i/       |
| Й й                   | J j                  | /j/       |
| К к                   | K k                  | /k/       |
| Л л                   | L l                  | /l/       |
| (Ль ль)               | Ļ ļ                  | /lʲ/      |
| М м                   | M m                  | /m/       |
| Н н                   | N n                  | /n/       |
| (Нь нь)               | Ņ ņ                  | /nʲ/      |
| Ӈ ӈ                   | Ŋ ŋ                  | /ŋ/       |
| О о, О̄ о̄              | O o                  | /o/, /oː/ |
| П п                   | P p                  | /p/       |
| Р р                   | R r                  | /r/       |
| С с                   | S s                  | /s/       |
| Т т                   | T t                  | /t/       |
| (Ть ть)               | Ţ ţ                  | /tʲ/      |
| У у, Ӯ ӯ              | U u                  | /u/, /uː/ |
| Ф ф                   | F f                  | /f/       |
| Х х                   | H h                  | /χ/       |
| Ц ц                   | C c                  | /t͡s/      |
| Ч ч                   | C c                  | /t͡ʃ/      |
| Ш ш                   | —                    | /ʃ/       |
| Щ щ                   | Ꞩ ꞩ                  | /ɕ/       |
| ъ                     | -                    | /◌./      |
| Ы ы                   | Ь ь                  | /ə/       |
| ь                     | -                    | /◌ʲ/      |
| Э э, Э̄ э̄              | E e                  | /e/, /eː/ |
| Ю ю, Ю̄ ю̄              | (Ju ju)              | /ju/      |
| Я я, Я̄ я̄              | (Ja ja)              | /ja/      |